# 흥해역
흥해역(興海驛)은 동해중부선의 계획된 역이었다. 1940년 동해중부선 연장 공사를 학산역에서 이 역까지 우선 착공했지만 1945년에 연장 공사를 중단하였다.

## 역사
- 1940년 : 학산역에서 이 역까지 동해중부선 연장 착공
- 1945년 : 공사 중단